# Calau-trompeteiro
O calau-trompeteiro, ou calau-trombeteiro  (Bycanistes bucinator) é uma ave bucerotiforme do grupo dos calaus.
Tem comprimento de cerca de 66 cm e o seu canto é agudo e parece o choro de uma criança. Habita zonas florestais no Sul da África.